# Julian Gough
Julian Gough (1966) is een Iers schrijver, satiricus, columnist, romanschrijver en kinderboekenschrijver. Hij begon zijn carrière als tekstschrijver van de Galway-band Toasted Heretic. Muzikaal is hij vooral bekend door nummers als Galway and Los Angeles, You Can Always Go Home en LSD (Isn't What It Used to Be). Tot zijn literaire werk behoren onder meer de novelle The Orphan and the Mob (het eerste hoofdstuk van zijn roman Jude: Level 1), waarvoor hij in 2007 de BBC National Short Story Award ontving, en de End Poem die aan het einde van het computerspel Minecraft verschijnt. Hij is verder bekend van zijn kinderboekenserie Beer & Konijn.

## Loopbaan
Gough groeide op nabij Heathrow Airport in Londen en verhuisde op zevenjarige leeftijd naar Nenagh. Hij studeerde Engels en filosofie aan University College Galway, waar hij in de late jaren 1980 samen met vrienden de band Toasted Heretic oprichtte. De groep bracht vier albums uit en behaalde in 1992 een top-10-hit met Galway and Los Angeles.
Na de ontbinding van de band verscheen in 2001 Goughs eerste roman, Juno & Juliet, bij uitgeverij Flamingo. Zijn tweede roman, Jude: Level 1, werd in 2007 gepubliceerd door Old Street Publishing, kort nadat hij de BBC National Short Story Award won voor het openingshoofdstuk The Orphan and the Mob.
In 2010 bracht Salmon Poetry zijn eerste dichtbundel Free Sex Chocolate uit, waarin zowel recente poëzie als songteksten van Toasted Heretic werden opgenomen. Daarnaast schreef Gough diverse korte verhalen en novellen waarin hij mondiale economische systemen satirisch behandelde, waaronder The Great Hargeisa Goat Bubble (2003) en CRASH! How I Lost a Hundred Billion and Found True Love. In 2015 tekende hij een contract bij uitgeverij Picador.
In november 2011 vroeg Markus Persson, de bedenker van Minecraft, hem een tekst te schrijven voor het einde van het spel. Het resulterende werk, bekend als de End Poem, kreeg uiteenlopende reacties binnen de Minecraft-gemeenschap. In 2022 verklaarde Gough dat hij nooit een contract had getekend met de moederbedrijven van Minecraft en plaatste hij de originele versie van de tekst in het publieke domein.
Naast fictie schrijft Gough opiniestukken en columns voor onder meer The Guardian, Prospect Magazine en A Public Space. Zijn roman Jude in London behaalde in 2011 de derde plaats in de Guardian Not the Booker Prize.
In samenwerking met illustrator Jim Field publiceerde hij in 2016 A Rabbit’s Bad Habits, het eerste deel van de kinderboekenreeks Rabbit and Bear. Tegen 2024 waren er zes delen verschenen, vertaald in meer dan dertig talen, waaronder het Nederlands (Beer & Konijn).
In 2022 kondigde Gough zijn non-fictieproject The Egg and the Rock aan, waarin hij de natuur van het universum als evoluerend organisme onderzoekt. In maart 2025 presenteerde hij via een blog zijn zogenoemde Blowtorch Theory, waarin hij stelt dat krachtige jets van superzware zwarte gaten in het vroege heelal de grootschalige structuur van het universum vormden. De hypothese kreeg positieve reacties, onder meer van de Duitse natuurkundige en kosmoloog Jenny Wagner, die het werk omschreef als "het stellen van zeer belangrijke vragen over de geldigheid van ons huidige standaardmodel in de kosmologie".

## Publicaties
- Juno & Juliet (Flamingo, 2001)
- Jude: Level 1 (Old Street, 2007)
- Free Sex Chocolate (Salmon Poetry, 2010)
- Jude in London (Old Street, 2011)
- "End Poem" van Minecraft (2011)
- Rabbit's Bad Habits (Hodder Children's Books, 2016), in het Nederlands vertaald als: Beer & Konijn - Een onverwachte vriendschap
- Rabbit and Bear: The Pest in the Nest (Hodder Children's Books, 2017), in het Nederlands vertaald als: Herrie in het hol - Beer & Konijn
- Rabbit and Bear: Attack Of The Snack (2018)
- Connect (Doubleday, 2018)
- Rabbit and Bear: A Bite in the Night (Hodder Children's Books, 2019)
- Rabbit and Bear: A Bad King is a Sad Thing (2022)
- Rabbit and Bear: This Lake is Fake (Hodder Children's Books, 2024)

- Gemeinsame Normdatei: 123741246
- International Standard Name Identifier: 0000 0000 8012 7706
- Library of Congress Control Number: no2001059412
- MusicBrainz: 6690cb33-73a8-4732-b527-da37260a8b7e
- Bibliotheek van het Japanse parlement: 00883178
- Nationale Bibliotheek van Tsjechië: xx0197925
- Nationale Bibliotheek van Israël: 987007363571005171
- Nationale Bibliotheek van Polen: a0000003631130
- Nederlandse Thesaurus van Auteursnamen: 224374451
- Système universitaire de documentation: 11762442X
- Virtual International Authority File: 113065265
- WorldCat: E39PBJtcBRPfRCrwmRD3rcBkjC